# زام-بی
زام-بی (به انگلیسی: Zom-B) مجموعه ی داستانی ۱۲ جلدی از دارن شان است که موضوع آن داستان دختری به نام بی و خانواده اش است که اخبار وجود زامبی‌ها را در ایرلند نادیده می‌گیرند ولی بهای این کار سنگین است و به بهای جان بی تمام می‌شود. این مجموعه در فاصله ی سال‌های ۲۰۱۲ تا ۲۰۱۶ منتشر شده‌است.

## نام داستان‌ها
۱۲ جلد زامبی کامل شده. اما هم‌اکنون جلد آخر در دست ترجمه است. همچنین تا کنون سه جلد اول به چاپ رسیده‌است. نام داستان‌ها به شرح زیر است:
1. زام-بی (به انگلیسی: Zom-B)
2. زیرزمین (به انگلیسی: Underground)
3. شهر (به انگلیسی: City)
4. فرشتگان (به انگلیسی: Angels)
5. بچه (به انگلیسی: Baby)
6. گلادیاتور (به انگلیسی: Gladiator)
7. مأموریت (به انگلیسی: Misson)
8. قبایل (به انگلیسی: Clans)
9. خانواده (به انگلیسی: Family)
10. عروس (به انگلیسی: Bride)
11. فراری (به انگلیسی: Fugitive)
12. الهه (به انگلیسی: Goddess)

۶٫۵. سیرک (به انگلیسی: Circus)

## داستان
1. زامبی (به انگلیسی: Zom-B) بکی اسمیت یا بی شخصیت اصلی داستان که یک تامبوی (دختر پسرنما) است، فکر می‌کند که زندگی عادی دارد و قرار است تا همیشه ادامه داشته باشد. پدر وی یک نژادپرست افراطی است و بی نیز کم‌کم شبیه او می‌شود. در این میان زامبی‌ها که در ابتدا فقط به ایرلند حمله کرده بودند به سراغ لندن می‌آیند و بی و دوستانش سعی می‌کنند که از آن‌ها فرار کنند که تعداد زیادی از آن‌ها کشته می‌شوند یا تبدیل به زامبی می‌شوند. پدر بی به مدرسه می‌آید تا بی را نجات دهد و در این راه دخترش را مجبور می‌کند که تایلور بیور یکی از هم مدرسه ای‌های سیاهپوستش را برای نجات جان خودش به سمت زامبی‌ها پرت کند. بی که به شدت تحت تأثیر قتل نژادپرستانهٔ خود به دستور پدرش بود، با پدرش بحث می‌کند و به طرف زامبی‌ها می‌رود. در نهایت تایلور که زامبی شده بود، قلبش را از سینه اش درمی‌آورد. بی می‌میرد.
2. زیرزمین (به انگلیسی: Underground) بی به یک زامبی تبدیل نمی‌شود او به یک زام هد تبدبل می‌شود که توانایی تفکر و حرف زدن دارد ولی بدون خوردن مغز انسان شعورش را از دست می‌دهد. او دوستانی پیدا می‌کند. در پایان زامبی‌ها به دستور دلقکی به نام آقای داولینگ و همراهان جهش یافته اش به مقر آن‌ها حمله می‌کنند. بی و دوستانش سعی می‌کنند فرار کنند. در آخر می‌فهمند که یکی از زام هدها به نام مارک واقعاً زام هد نیست بلکه انسان سالمی است که به عنوان نفوذی بین آن‌ها بوده. زام هدها که به دلایلی ناشی از تقصیرات بی، روزها گرسنه مانده بودند، مارک را می‌کشند و مغزش را می‌خورند ولی بی تسلیم نمی‌شود. در نهایت، جاش، یکی از سربازان به همراه عده‌ای به سراغشان می‌آیند. آن‌ها به دلایلی نا معلوم بی را آزاد می‌گذارند که برود و بقیهٔ زام هدها (به غیر از ریج که از آن‌ها جدا شده بود) را می‌سوزانند. بی‌حالا از زیرزمین خارج شده و در شهر است.
3. شهر (به انگلیسی: City) بی بالاخره از قرارگاه زیرزمینی فرار می‌کند و به لندن بازمی‌گردد! شهری که در محاصرهٔ زامبی هاست. در این راه با گروهی از شکارچی‌ها به نام‌های کولی و بارنز و... برمی‌خورد که به سختی می‌تواند از دستشان فرار کند. سپس با شخصی به نام تیموتی که یک نقاش است روبرو می‌شود و کمی با او دوست می‌شود. او می‌خواهد آخرالزمان را ترسیم کند و فکر می‌کند خدا او را برای این کار برگزیده است. در پایان از طریق رادیو می‌فهمد که قرار است مردم در جایی تجمع کنند تا سربازان آن‌ها را نجات دهند. بی‌خود را به آنجا می‌رساند شاید که بتوانند به کمک او دیگر زامبی‌ها را نیز مثل او کرد، اما آقای داولینگ و جهش یافته و شخصی به نام مرد جغدی که بی در جلد اول نیز ملاقاتی کوتاه با او داشته، به آنجا حمله می‌کنند و همهٔ زنده‌ها را می‌کشند. بی فرار می‌کند و بالاخره به محلی می‌رسد و مردی او را ملاقات می‌کند.
4. فرشتگان (به انگلیسی: Angels) او پس از سختی‌های بسیار که در شهر اتفاق افتاد در ساختمان کاونتی هال به مردی به نام دکتر اویستین برخورد می‌کند که تعداد زیادی زام هد را جمع کرده و نام این گروه را فرشتگان گذاشته‌است. بی، در آنجا با گروهی از همنوعانش، همگروه می‌شود و زیر نظر استاد زنگ، آموزش‌های رزمی و جنگی می‌بیند. ریج نیز همانند بی به آنجا آمده و همدیگر را ملاقات می‌کنند و بی که از ریج خاطرهٔ بدی دارد، به دیگران هشدار می‌دهد و با او دشمنی می‌کند. بورک معلم موردعلاقهٔ بی نیز همراه دکتر اویستین است. بورک در گذشته به عنوان جاسوس در ساختمان زیرزمینی که بی قبلاً آنجا بوده، حضور داشت. بی در این حین می‌فهمد که عمری بسیار طولانی برای هزاران سال را می‌تواند تجربه کند. در پایان، دکتر اویستین داستان زندگی اش را تعریف می‌کند و می‌گوید که او بوده که زامبی‌ها را به دستور نازی‌ها ساخته و روش بازیافت کردن زامبی‌ها را نیز او ابداع کرده (واکسن c شکلی که بی و دیگر بازیافت شده‌ها داشتند) او می‌گوید که خدا به او کمک کرده که بازیافت شود و نمایندهٔ خداست. آقای داولینگ نیز دشمن آن‌ها و نمایندهٔ شیطان است و قرار است با هم بجنگند و در صورت پیروزی، زمین را نجات دهند و در غیر اینصورت، همهٔ آن‌ها به تباهی می‌رسند.
5. بچه (به انگلیسی: Baby) بی در پی رقابت و درگیری با ریج و به علت باورهای تضادش با دکتر اویستین نسبت به اعتقاد به خدا و نمایندگی خدا و شیطان، از گروه فرشتگان جدا می‌شود. پس از مدتی گشت و گذار بی هدف در شهر، به این نتیجه می‌رسد که به تیموتی سر بزند. در آنجا، کابوس بی به واقعیت تبدیل می‌شود بوسیلهٔ بچه‌ای که تیموتی پیدا کرده بود. این بچه، سال‌ها کابوس بی بوده‌است و در کابوس او را مادر خود، صدا می‌زد و از او می‌خواست به آن‌ها ملحق شود. در واقعیت نیز همان حرف‌ها را می‌زند و سبب مرگ تیموتی می‌شود. زامبی‌ها او را با خود می‌برند به گونه‌ای که انگار بچه توانایی کنترل آن‌ها را دارد. بی، با تفکر در مورد شباهت کابوس‌ها و واقعیت به این نتیجه می‌رسد که نیرویی بالاتر یعنی خدا می‌خواسته به او راهنمایی کند. به این ترتیب، دوباره به سمت کاونتی هال و فرشتگان بر می‌گردد.
6. گلادیاتور (به انگلیسی: Gladiator) بی همچنان زیر سایهٔ تردید نزد فرشته‌ها در کاونتی هال مستقر است تا این که توسط عده‌ای ناشناس گروگان گرفته می‌شود. بعد از مدتی می‌فهمد که گروگان گیران، همان بارنز و کولی هستند. آن‌ها به دستور افرادی که خود را حاکمان آینده می‌دانستند، کار می‌کردند. آن افراد، بی را مجبور به جنگیدن با زامبی‌ها برای تفریح می‌کنند و بی را بسیار خسته و بیمار می‌کنند. نهایتاً بارنز، به دکتر اویستین و فرشتگان خبر می‌دهد که بی کجاست و آن‌ها هم برای نجات او می‌آیند و برخی از افراد خونخوار که خود را حاکمان آینده می‌دانستند و برخی سربازان را می‌کشند. برخی از آن‌ها نیز موفق به فرار می‌شود. بی هم که حالا خود را پیش دوستانش می‌بیند به همراه آن‌ها به کاونتی هال بر می‌گردد.
7. مأموریت (به انگلیسی: Misson) بی، عده‌ای از انسان‌ها را به کمک دوستانش به منطقه‌ای امن می‌برند که در آن جا انسان‌های باقی‌مانده در امنیت هستند و در این حال بی دوست قدیمی اش، وینیل، را می‌بیند. پس از پایان مسیر و تحویل آن‌ها به مقصد، بی افرادی نژادپرست را به همراه مرد جغدی می‌بیند که به سمت منطقه ی امن می‌روند. بی و دوستانش آن‌ها را تعقیب می‌کنند و همگی به جز ریج، داخل می‌شوند. نژادپرستان، مسلمانان و سیاهپوستان و نژادهای دیگر را زندانی کرده یا شکنجه می‌کردند و می‌کشتند. بی و دوستانش و نیز گروهی از مردم علیه آن‌ها می‌جنگند.
8. قبایل (به انگلیسی: Clans) هنگامی که فرشتگان انسان‌ها را به منطقه ی امن برده‌اند به آن منطقه حمله می‌شود و نژادپرست‌ها، انسان‌ها از جمله دوست بی را گروگان می‌گیرند. بی به دنبال گروگان‌ها می‌گردد و با مرد جغدی برای تعویض گروگان‌ها قرار می‌گذارند. اما در آخر ریج به بی خیانت می‌کند و به گروه دن دن می‌پیوندد و در نهایت بی پدر خود را در میان جمعیت گروه دن دن (دنیل وود که یک بچه کش و شکنجه گر بوده) می‌بیند.
9. خانواده (به انگلیسی: Family) به بی پیشنهاد داده می‌شود تا در نابودی نژادهای دیگر باقی‌مانده غیر از سفیدپوستان کمک کند اما او رد می‌کند. او مادر خود را می‌بیند که اکنون تبدیل به زامبی شده‌است. بی توسط دن دن شکنجه می‌شود و او را کنار دوستش وینیل درون قفس می‌اندازد تا زامبی‌های دیگر دوستش را بخورند؛ بی زامبی‌ها را شکست می‌دهد ولی آن‌ها دوباره زامبی‌های دیگری را درون قفس می‌اندازند. بی که دیگر نمی‌تواند بجنگد دوست خود را می‌کشد تا توسط زامبی‌ها کشته نشود. در همان جا ناگهان جهش یافته‌های آقای داولینگ آن‌ها را محاصره می‌کنند و بی دن دن را می‌کشد. پدر بی به کمک زندانیان می‌رود ولی در نهایت خود را توسط زامبی‌ها محاصره می‌بیند و خودش همراه با زنش را منفجر می‌کند. جهش یافته‌ها بی را با خود می‌برند.
10. عروس (به انگلیسی: Bride) بی با آقای داولینگ همراه می‌شود و رازهایی از وی کشف می‌کند. آقای داولینگ اعتراف می‌کند که شیفته و عاشق بی است و به او پیشنهاد همراهی و ازدواج می‌دهد. بی قبول می‌کند و با آلبرت داولینگ ازدواج می‌کند...
11. فراری ( به انگلیسی :Fugitive) زمانی که آقای داولینگ قول داد تا اگر بی با او ازدواج کند دست از کشت و کشتار بردارد، بی تسلیم خواسته‌های او شد، امیدوار بود که این شاید نشانه‌ای از شروع بهبودی او باشد. بعد از یک مراسم پیچیده اما به صورت عجیبی شیرین، این زوج به سمت اتاق عروسیشان رفتند، جایی که دلقک به او اجازهٔ دسترسی به عمیق‌ترین افکارش را داد ولی...
12. الهه (به انگلیسی :Goddess) بی متوجه می‌شود دکتر اوینستن برادر آقای داولینگ است. همچنین متوجه می‌شود واکسن آدم کش را آقای اوینستن ساخته تا تمام انسان‌ها از بین بروند و حاکم زمین شود. اما باز هم بی...

۶٫۵. سیرک (به انگلیسی: Circus) این کتاب حایلی میان جلد ۶ و ۷ است و در مورد یکی از معلمان بکی به نام کت وارد، از ابتدای حمله ی زامبی‌ها به مدرسه می‌باشد. 